# 椴叶野桐
椴叶野桐（学名：Mallotus tiliifolius）为大戟科野桐属下的一个种。

## 扩展阅读
- 維基物種上的相關：椴叶野桐